# Federació Espanyola de Societats d'Arxivística, Biblioteconomia, Documentació i Museística
La Federació Espanyola de Societats d'Arxivística, Biblioteconomia, Documentació i Museística (en castellà Federación Española de Sociedades de Archivística, Biblioteconomía, Documentación y Museística), més coneguda pel seu acrònim FESABID és una entitat de dret privat, amb actuació en tot el territori espanyol, fundada el 1988. Es tracta d'una federació composta per vint agrupacions professionals rellevants en els sectors de la gestió de la informació. Els seus objectius són fomentar i vetllar pel correcte desenvolupament del sector dels professionals de la informació. Des de 1984 organitza biennalment les Jornadas Españolas de Documentación. També coordina diversos grups de treball que participen en processos de reglamentació jurídica relacionats amb el sector, per gestionar temes relacionats amb la propietat intel·lectual, les biblioteques i els drets d'autor, i col·labora amb organitzacions de caràcter nacional com AENOR, Biblioteca Nacional de España, MECD, Instituto del Patrimonio Cultural de España i a nivell internacional com EBLIDA, IFLA o la ICA, entre d'altres.
El Grup BPI (Biblioteques i Propietat Intel·lectual) és un grup de treball de FESABID creat amb la finalitat de fer el seguiment dels temes relacionats amb la propietat intel·lectual i les biblioteques.

## Membres
Els membres que engloba la Federació són un total de vint:
- AAB - Asociación Andaluza de Bibliotecarios
- AAIE - Asociación de Archiveros de la Iglesia en España
- AAPID - Asociación Andaluza de Profesionales de la Información y la Documentación
- ABADIB - Associació de Bibliotecaris, Arxivers i Documentalistes de les Illes Balears
- ABIE - Asociación de Bibliotecarios de la Iglesia en España
- ABITO - Asociación de Bibliotecarios de Toledo
- ACAL - Asociación de Archiveros de Castilla y León
- ACAMFE - Asociación de Casas-Museo y Fundaciones de Escritores
- ACLEBIM - Asociación de Profesionales de Bibliotecas Móviles
- AEDOM - Asociación Española de Documentación Musical
- ALDEE - Artxibozain, Liburuzain eta Dokumentazainen Euskal Elkartea
- ANABAD/Murcia - Asociación Española de Archiveros, Bibliotecarios, Museólogos y Documentalistas
- APEI - Asociación Profesional de Especialistas en Información
- ASNABI - Asociación Navarra de Bibliotecarios
- BAMAD/Galicia - Asociación de Arquiveiros, Bibliotecarios, Museólogos e Documentalistas de Galicia
- COBDC - Col·legi Oficial de Bibliotecaris-Documentalistes de Catalunya
- COBDCV - Col·legi Oficial de Bibliotecaris i Documentalistes de la Comunitat Valenciana[9]
- INDEX MURCIA - Asociación de profesionales de la información y documentación de la Región de Murcia
- SEDIC - Sociedad Española de Documentación e Información Científica[10]
- ANABAD-Cantabria[11]